# Celebrity Equinox (schip, 2009)

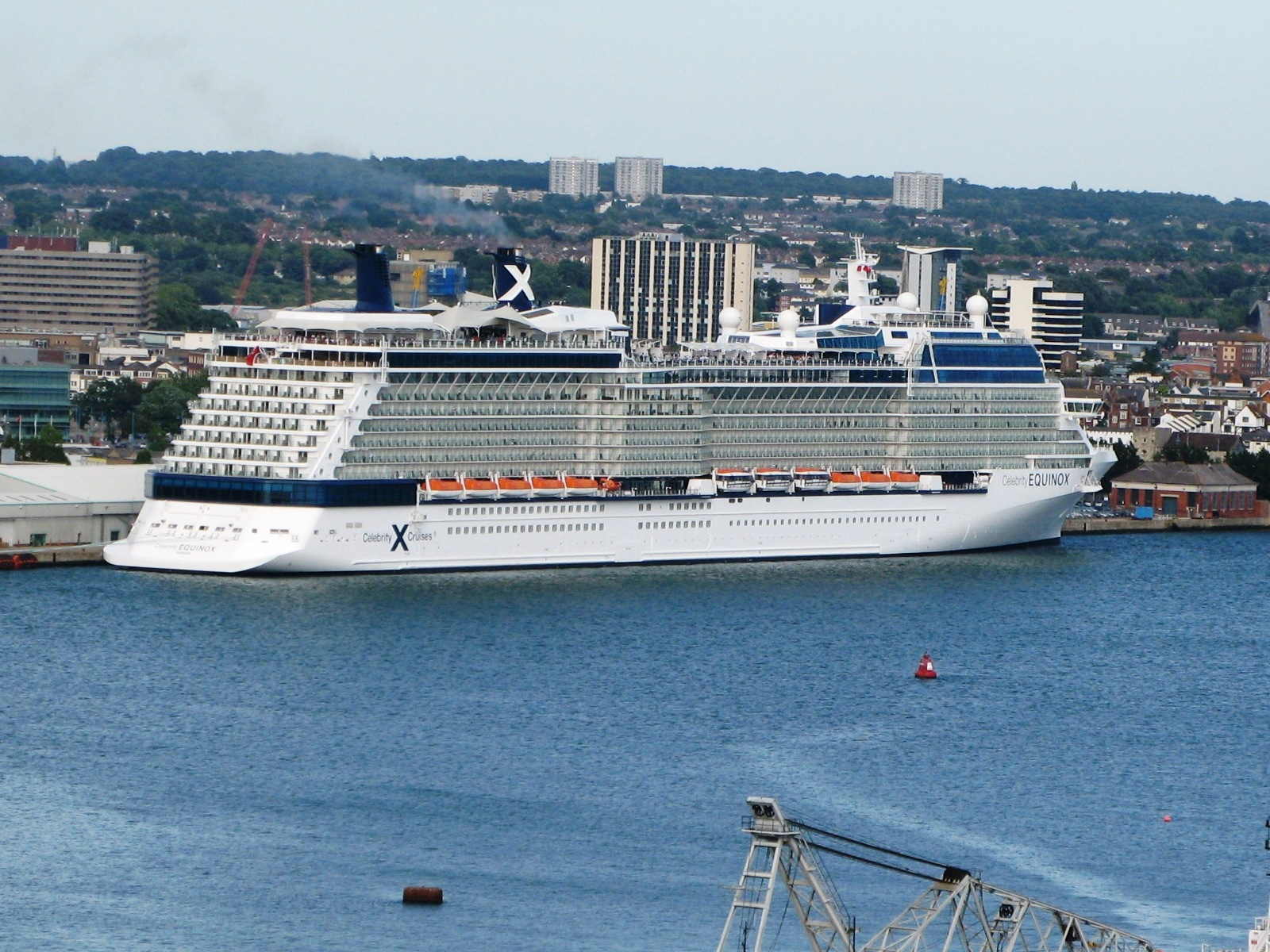
Celebrity Equinox

De Celebrity Equinox is een cruiseschip van Celebrity Cruises en is het tweede schip in de reeks van het geavanceerde type, de Solstice klasse.
Speciaal aan de Celebrity Equinox (en de Solstice) is de Lawn Club: 2.000 m² gazon met de Patio on the Lawn en de Sunset Bar. Het gehele gazon bestaat uit 'echt' gras en wordt regelmatig onderhouden. Naast het hoofdrestaurant, gespreid over twee dekken, zijn er nog negen alternatieve eetgelegenheden te vinden, met vier specialiteitenrestaurants. Het schip heeft een tonnage van 122.000 ton en heeft een lengte van 315 meter. Het schip is ongeveer 37 meter breed en beschikt over 15 dekken. Op het schip werken 1200 bemanningsleden, die onder andere de kajuiten verschonen voor 2.850 passagiers. De passagiers kunnen dineren in 6 restaurants.

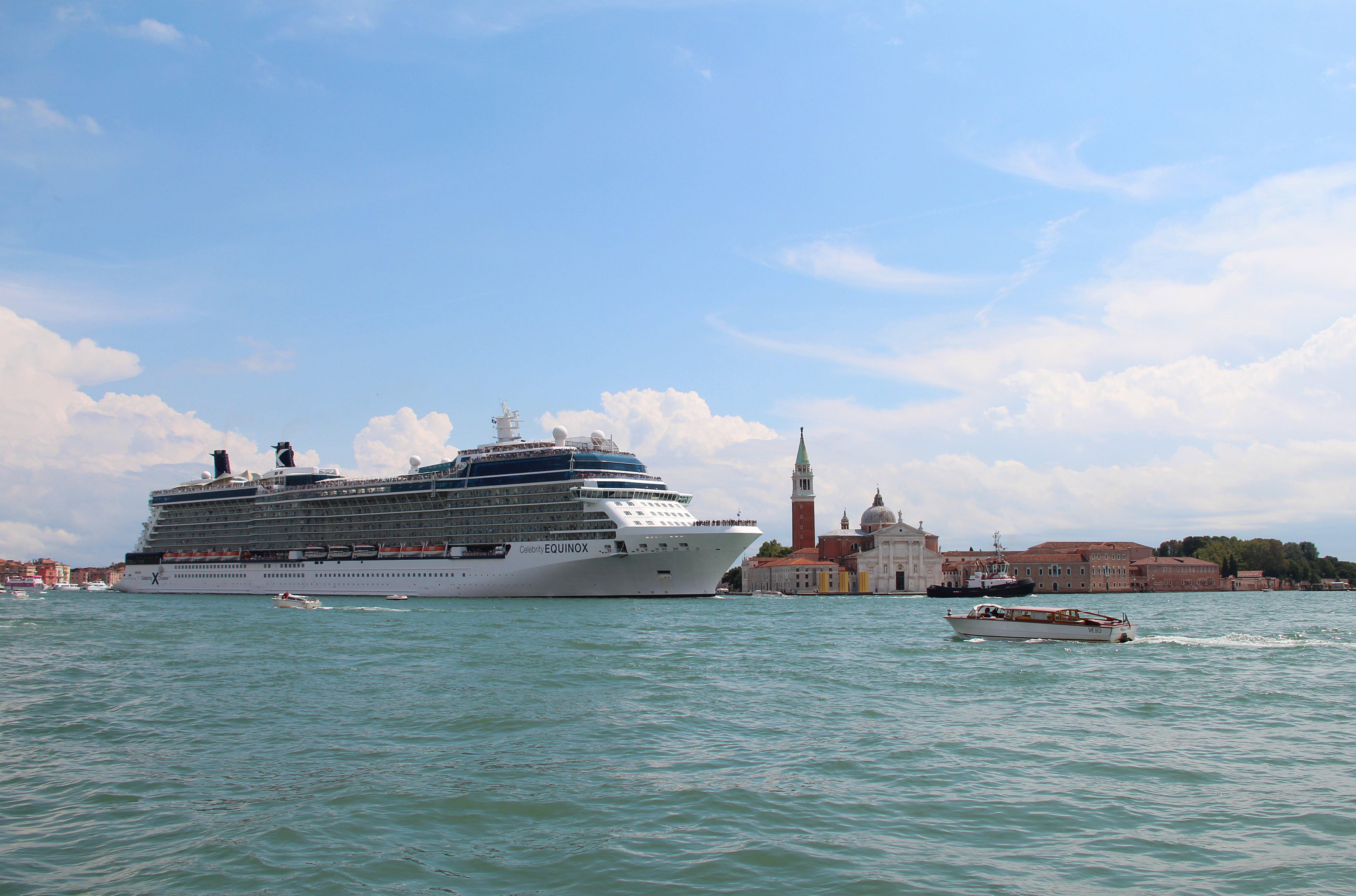
Het cruiseschip dat in de Bacino San Marco in Venetië vaart.